# Synallaxis stictothorax
Synallaxis stictothorax е вид птица от семейство Furnariidae.

## Разпространение
Видът е разпространен в Еквадор и Перу.